# 9514 Deineka
A 9514 Deineka (ideiglenes jelöléssel 1973 SG5) a Naprendszer kisbolygóövében található aszteroida. Ljudmila Vasziljevna Zsuravljova fedezte fel 1973. szeptember 27-én.